# Подкин, Николай Александрович
Николай Александрович Подкин (19 декабря 1908 — 18 марта 1972) — передовик советского сельского хозяйства, бригадир колхоза «Закалённый боец» Коптеловского района Свердловской области, Герой Социалистического Труда (1951).

## Биография
Родился в 1908 году в селе Деево (Свердловская область) Верхотурского уезда Пермской губернии в русской семье крестьянина.
Завершив обучение в пяти классах сельской школы, стал работать в сельском хозяйстве. Проходил службу в рядах Красной Армии, после чего с 1930 по 1933 годы работал председателем колхоза в селе Ялунино Коптеловского района. В конце 1930-х годов вернулся в родное село и продолжил работать в местном колхозе до повторного призыва в армию в июне 1941 года.
В годы Великой Отечественной войны с июля 1941 года служил в Красной Армии. Боевой путь прошёл наводчиком орудия 604-го отдельного истребительного противотанкового дивизиона 64-й стрелковой дивизии. Дважды имел ранения. Был награждён орденом Красной Звезды.
Демобилизовался в октябре 1945 года. Вернувшись домой, стал работать в колхозе «Закалённый боец» бригадиром 1-й полеводческой бригады. В 1950 году его бригада получила высокий урожай пшеницы. На площади 73,3 гектара было получено по 24,4 центнера с гектара.
За получение в 1950 году высоких урожаев пшеницы, Указом Президиума Верховного Совета СССР от 9 июня 1951 года Николаю Александровичу Подкину было присвоено звание Героя Социалистического Труда с вручением ордена Ленина и золотой медали «Серп и Молот».
В дальнейшем продолжал трудовую деятельность, в 1951 году возглавил колхоз «Победа», центральная усадьба которого располагалась в селе Раскатиха. Перед выходом на пенсию работал на водокачке в селе Деево (Свердловская область). В 1966 году вышел на заслуженный отдых. С 1968 года пенсионер персонального значения СССР.
Проживал в селе Деево (Свердловская область) Свердловской области. Умер 18 марта 1972 года. Похоронен на сельском кладбище.
После этого в честь него была названа улица в селе Раскатиха (муниципальное образование Алапаевское).

## Награды
За трудовые успехи удостоен:
- золотая звезда «Серп и Молот» (09.06.1951),
- орден Ленина (09.06.1951),
- Орден Красной Звезды (17.08.1944),
- другие медали.

## Память
В мае 2008 года на здание управления ПСХК «Деевский» в селе Деево Герою была установлена мемориальная доска.